# Glee
Glee és una sèrie de televisió de tipus musical que s'emet a la cadena Fox als Estats Units d'Amèrica. Se centra en un cor d'institut (un glee club modern) anomenat "New Directions", del fictici Institut William McKinley de Lima (Ohio, EUA). L'episodi pilot de l'espectacle es va emetre després del programa American Idol el 19 de maig del 2009 i la primera temporada es va començar a emetre el 9 de setembre. L'estrena de primavera va tenir uns 13,7 milions d'espectadors, i el doble d'espectadors en el seu retorn de la tardor. Es renovà per a una segona temporada que començà el 21 de setembre del 2010, al maig del 2010 ja es va anunciar que hi hauria una tercera temporada.
Els creadors, Ryan Murphy, Brad Falchuk i Ian Brennan, van concebre inicialment Glee com una pel·lícula. Murphy va seleccionar la música de la sèrie, aspirant mantenir un equilibri entre la consonància de l'espectacle i èxits musicals. Les cançons de la sèrie es poden comprar a través de l'iTunes Store durant la setmana de l'emissió, i Columbia Records ha publicat una sèrie d'àlbums de Glee, començant per Glee: The Music, Volume 1.
L'espectacle ha rebut ressenyes generalment positives per part dels crítics. La sèrie va guanyar el Premi Globus d'Or del 2010 a la Millor Sère de Televisió Musical o Comèdia i va rebre tres nominacions addicionals a la Millor Actriu (Lea Michele), Millor Actor (Matthew Morrison), i Millor Actriu Secundària (Jane Lynch). Ha guanyat un Premi People's Choice a la Favorita Nova Comèdia de Televisió el 2010. La primera temporada també va guanyar un Premi Peabody. I ha rebut un premi per l'escriptura de la comèdia a la conferència de Just for Laughs a Montreal el juliol de 2010. També va ser nominat a 19 Premis Emmy, incloent Sèrie de Comèdia Excepcional, Actriu Excepcional (Lea Michele), Actor Excepcional (Matthew Morrison), Actriu Secundària Excepcional (Jane Lynch), Actor Secundari Excepcional (Chris Cofler), Actriu Convidada Excepcional (Kristen Chenowith), i Actor Convidat Excepcional (Mike O'Malley i Neil Patrick Harris). També rebia una nominació per l'escriptura i dos nominacions per la direcció.

## Producció

### Concepció
Glee va ser creat per Ryan Murphy, Brad Falchuk i Ian Brennan. Ian Brennan va concebre la idea de Glee a partir de la seva pròpia experiència com a membre d'un cor a l'institut Prospect de Mount Prospect (Illinois, EUA). Inicialment havia de ser una pel·lícula i va escriure el primer esbós l'agost del 2005 amb l'ajut de Screenwriting For Dummies. Va completar l'escriptura el 2005, però no va poder generar interès en el projecte durant uns quants anys. Mike Novick, un productor de televisió i amic de Brennan de los Angeles, era membre del mateix gimnàs que Murphy, al qual va donar una còpia de l'obra de Brennan. Murphy també havia estat en un cor durant la seva joventut i es va oferir per col·laborar. Murphy i el seu col·lega Falchuk de Nip/Tuck van suggerir que Glee s'adaptés al format televisiu, reescrivint així l'obra. Fox la va escollir en menys de 15 hores d'haver-la rebut. Murphy i Falchuk es van convertir en els showrunners i els productors executius de la sèrie, Brennan en co-productor executiu i Novick en productor. Brennan, Falchuk i Murphy escriuen el guió de tots els episodis.
La sèrie té lloc a la població de Lima a l'estat d'Ohio. Murphy va escollir un escenari de l'Oest Mitjà americà perquè ell havia crescut a Indiana, i recorda visites de petit al parc temàtic de Kings Island d'Ohio, encara que la sèrie es filma als estudis Paramount de Hollywood. Mentre Glee era comparada amb la pel·lícula High School Musical, Murphy comentava que mai havia vist Hish School Musical i que el seu interés rau a crear un "musical postmodern". Murphy pretén que sigui una forma d'escapisme, explicant que "hi ha moltes coses ara en antena sobre persones amb pistoles, o ciència-ficció, o advocats. Aquest és un gènere diferent. (...) És per això que [American] Idol funciona." Pel que fa a l'audència de Glee, Murphy pretenia que fos un espectacle familiar que atregués tant a adults com a nens.

### Música i coreografia
La sèrie presenta nombroses cançons cantades en pantalla pels actors. Els segments musicals prenen la forma d'actuacions, oposant-se als actors que canten espontàniament, ja que la intenció és que la sèrie estigui basada en la realitat. Murphy és el responsable de seleccionar totes les cançons utilitzades i s'esforça per mantenir un equilibri entre melodies d'espectacle i hits musicals. Les eleccions de les cançons són integrals per al desenvolupament del guió.